# Ribaute

Ribaute este o comună în departamentul Aude din sudul Franței. În 1 ianuarie 2022 avea o populație de 264 de locuitori.